# Qukuhu (sockenhuvudort i Kina, Qinghai Sheng, lat 35,41, long 101,96)
Qukuhu (kinesiska: 曲库乎, 多哇, 曲库乎乡) är en sockenhuvudort i Kina. Den ligger i provinsen Qinghai, i den nordvästra delen av landet, omkring 140 kilometer söder om provinshuvudstaden Xining. Antalet invånare är 7 223. Befolkningen består av 3 593 kvinnor och 3 630 män. Barn under 15 år utgör 25,0 %, vuxna 15-64 år 67 %, och äldre över 65 år 6,0 %.
Runt Qukuhu är det ganska glesbefolkat, med 22 invånare per kvadratkilometer. Närmaste större samhälle är Nianduhu, 14,9 km norr om Qukuhu. Trakten runt Qukuhu består i huvudsak av gräsmarker.
Genomsnittlig årsnederbörd är 675 millimeter. Den regnigaste månaden är juli, med i genomsnitt 158 mm nederbörd, och den torraste är december, med 2 mm nederbörd.